# Graziane de Jesus Coelho
Graziane de Jesus Coelho, plus connue sous le nom de Grazy, née le 18 janvier 1983 à São Paulo, dans l'État de São Paulo au Brésil, est une joueuse brésilienne de basket-ball. Elle évolue durant sa carrière au poste de pivot. 

## Palmarès
- Finaliste du championnat des Amériques 2005
- 3e du championnat des Amériques 2007